# Bzhid
Bzhid (del ruso: Бжид) es un seló del raión de Tuapsé del krai de Krasnodar, en el sur de Rusia. Está situado en las estribaciones meridionales del extremo oeste del Cáucaso Occidental, a orillas del río Bzhid, 43 km al noroeste de Tuapsé y 78 km al sur de Krasnodar, la capital del krai. Tenía 571 habitantes en 2010.
Pertenece al municipio Dzhubgskoye.

## Transporte
Por la localidad pasan las carreteras federales M4 Don Moscú-Novorosíisk y M27 Novorosíisk-frontera abjasa, que comparten calzada en este tramo.